# 艾楚怡
艾楚怡（1989年—），河北邯郸人，香港凤凰卫视新闻主播。2011年中华小姐环球大赛冠军（同时获得“最上镜小姐奖”，为华姐首个双料冠军）。2012年从中国传媒大学播音系毕业，签约凤凰卫视，并在凤凰卫视北京记者站工作三年，任新闻现场记者。后主持《新闻今日谈》、《公益中国》、《与梦想同行》、《凡人歌》等节目。